# 安息香

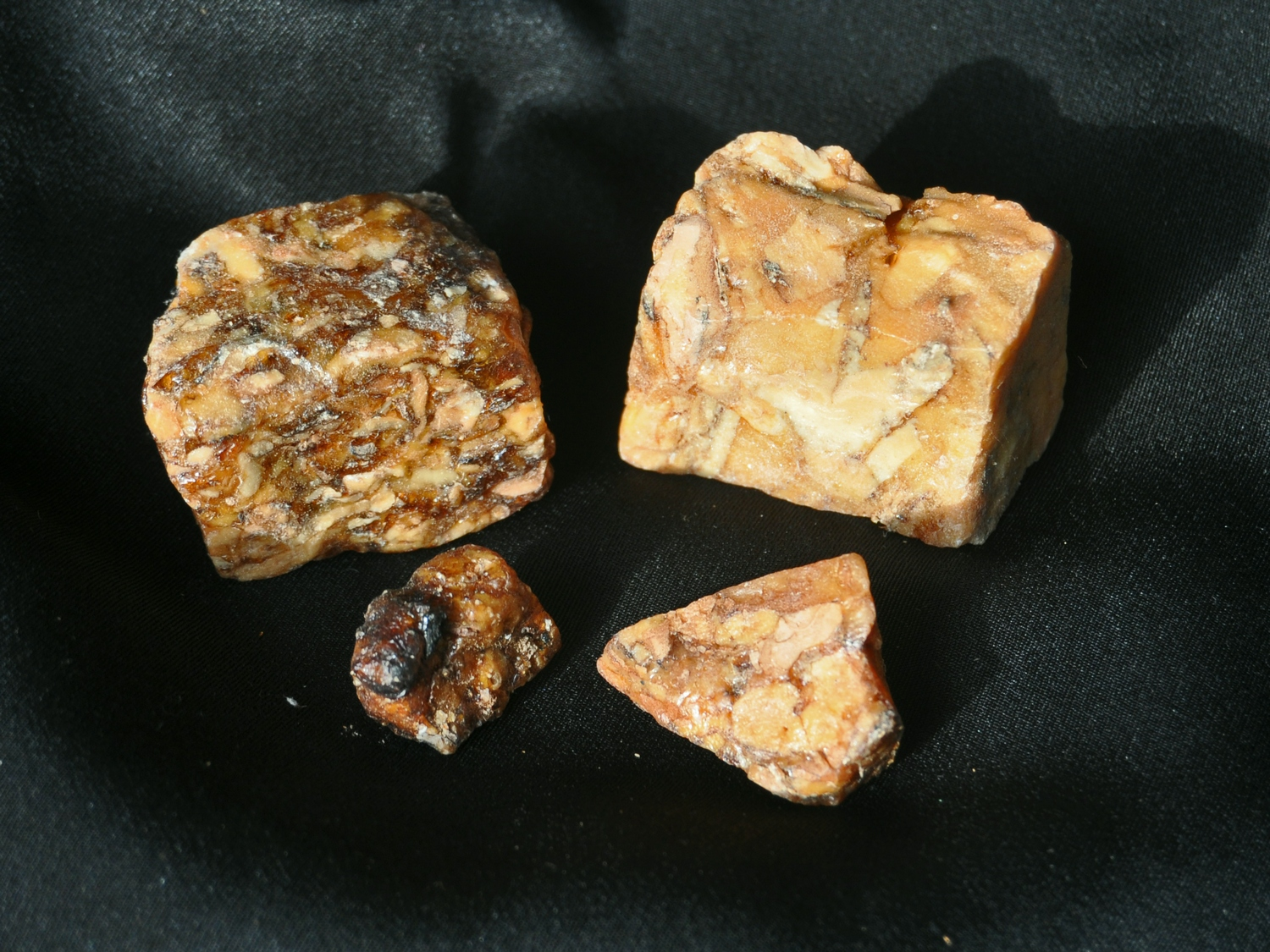

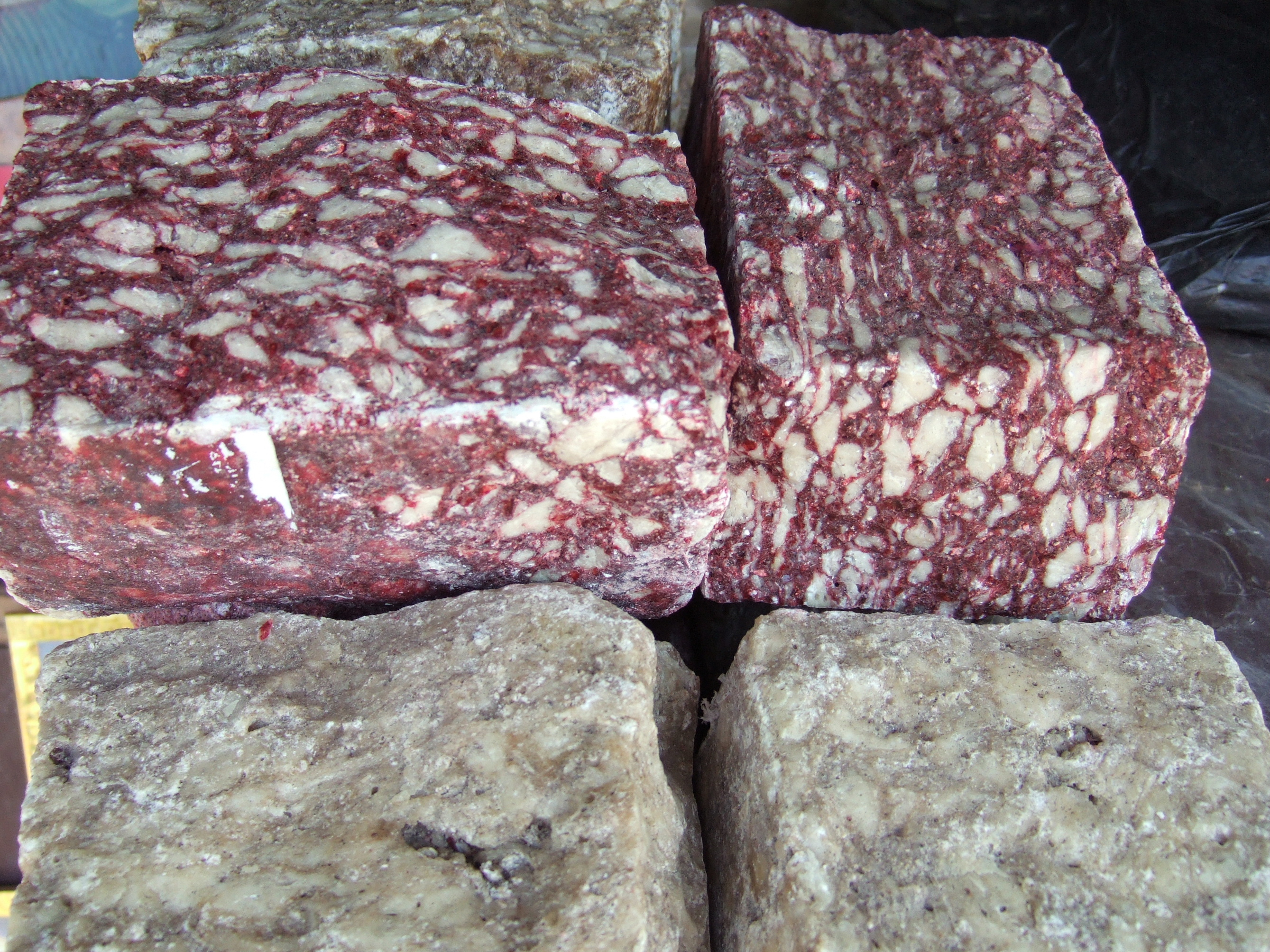
不同颜色的安息香块

安息香（英語：benzoin）是安息香科安息香属某些物种的树脂，可做熏香，也可入药。

## 植物来源
安息香主要来自以下三个物种：
- 越南安息香
- 苏岛安息香
- 黏脂安息香

## 名称
古代后期至今所谓安息香是安息香属植物的树脂，别称金颜香、金银香，新马地区也叫甘文烟。而古代早期所说的“安息香”则是指求求罗香。